# Conchodytes
Conchodytes is een geslacht van kreeftachtigen uit de klasse van de Malacostraca (hogere kreeftachtigen).

## Soorten
- Conchodytes biunguiculatus (Paul'son, 1875)
- Conchodytes chadi (Marin, 2011)
- Conchodytes maculatus Bruce, 1989
- Conchodytes meleagrinae Peters, 1852
- Conchodytes monodactylus Holthuis, 1952
- Conchodytes nipponensis (De Haan, 1844 [in De Haan, 1833-1850])
- Conchodytes philippinensis Bruce, 1996
- Conchodytes placunae (Johnson, 1967)
- Conchodytes pteriae Fransen, 1994
- Conchodytes tridacnae Peters, 1852